# Morgon mellan fjällen
Morgon mellan fjällen är en psalm i bland annat den svenska psalmboken. 
Det var länge oklart vem som skrivit denna morgonpsalm. Länge tillskrevs åtminstone melodin den tyske organisten och kompositören Karl Heinrich Ernst Hauer, men nyare forskning har helt ändrat bilden av psalmens ursprung. Följande fakta är hämtade från verket Psalmernas väg, sidorna 170–171:
Texten går tillbaka på en sång av den romersk-katolske prästen Christoph von Schmid (1768–1854) och melodin är komponerad av musikläraren Johann Adam Anthes (1788–1843), men den blev tidigt spridd och sjungen i många länder och ursprunget föll i glömska. 
Pianoförsäljaren och baptisten Horace Waters tog in sången (med titeln Morn Amid the Mountains) i sin söndagsskolsångbok The Sabbath School Bell, där den finns med i andra upplagan 1859 (oklart om den fanns i den första). Redan dessförinnan var den dock översatt till svenska och i Amerika tycks den sedermera ha slutat sjungas.
Det var nog Betty Ehrenborg-Posses förtjänst att sången kom att bli så populär som den blev just i Sverige, eftersom hon mycket snabbt introducerade den i Sverige genom söndagsskolan och sitt sånghäfte Andeliga sånger för barn (1852). Sedermera togs den in i 1937 års psalmbok. 
Den första versen lyder:
Morgon mellan fjällen.
Hör, hur bäck och flod,
sorlande mot hällen,
sjunga: Gud är god, Gud är god.

## Publicerad som
- Nr 8 i Stockholms söndagsskolförenings sångbok 1882 med fyra verser, under rubriken "Morgon- och aftonsånger".
- Nr 603 i Herde-Rösten 1892 under rubriken "Morgon- och aftonsånger".
- Nr 5 i Svensk söndagsskolsångbok 1908 under rubriken "Guds härlighet".
- Nr 222 i Lilla Psalmisten 1909 under rubriken "Sånger vid särskilda tillfällen".
- Nr 281 i Barntoner 1922 under rubriken "Årstiderna".
- Nr 245 i Svensk söndagsskolsångbok 1929 under rubriken "Morgon och afton".
- Nr 521 i 1937 års psalmbok under rubriken "Barn".
- Nr 595 i Segertoner 1960.
- Nr 651 i Frälsningsarméns sångbok 1968 under rubriken "Morgon och afton".
- Nr 179 i 1986 års psalmbok, 1986 års Cecilia-psalmbok, Psalmer och Sånger 1987, Segertoner 1988 och Frälsningsarméns sångbok 1990) under rubriken "Morgon".